# Šraga Weil
Šraga Weil (hebrejsky שרגא ווייל‎, rodným jménem František Ferdinand Weil; 24. září 1918, Nitra – 20. února 2009, ha-Ogen) byl přední izraelský výtvarný umělec původem z Československa. Věnoval se grafickým pracím, knižním ilustracím a jeho monumentální díla zdobí například budovu izraelského parlamentu, sídlo izraelského prezidenta a řadu dalších míst po celém světě. Roku 1959 mu byla udělena Dizengoffova cena.

## Život

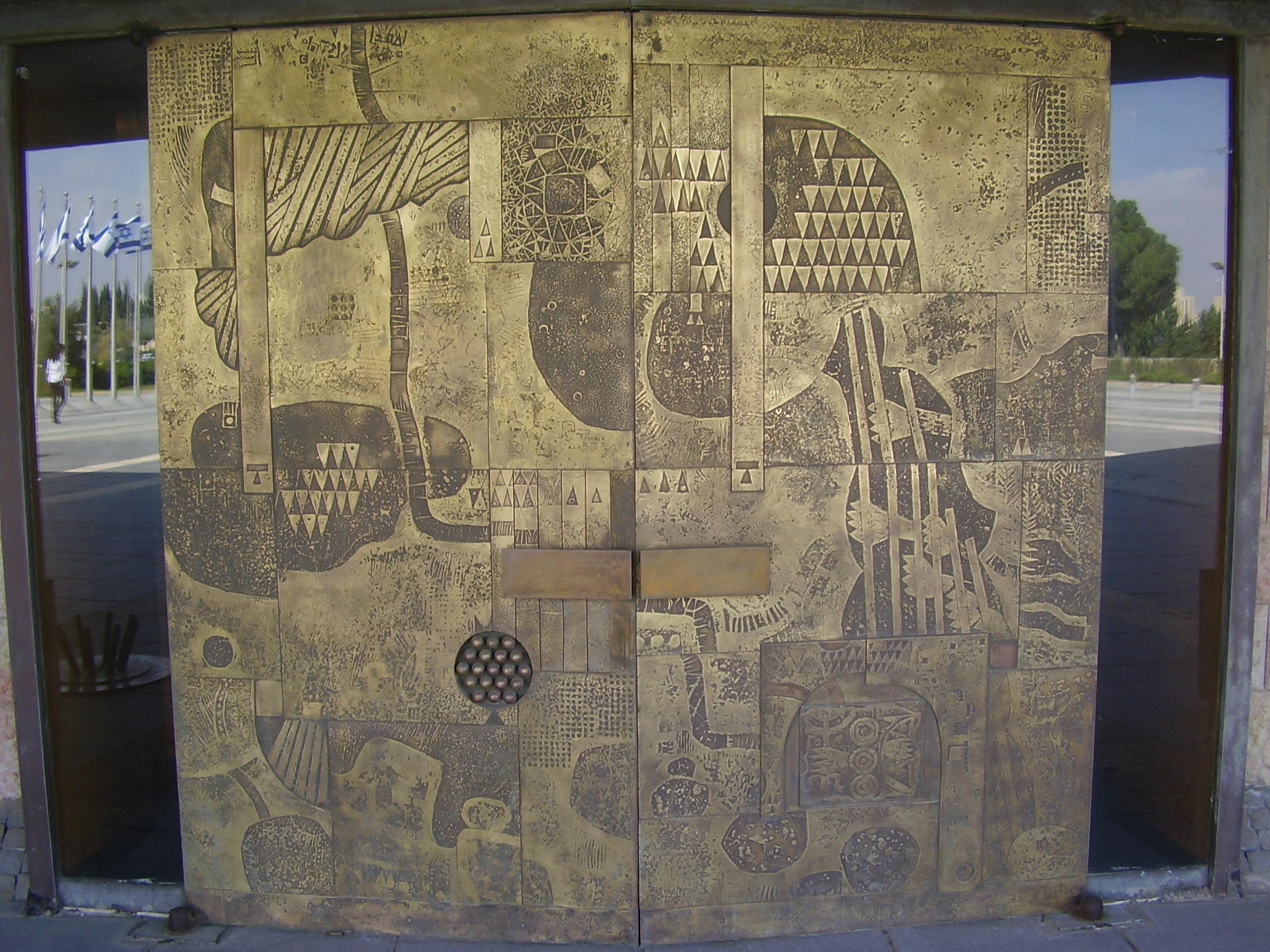
Reliéfní vstupní dveře Knesetu, které Weil dokončil roku 1965

Narodil se v Nitře, zhruba měsíc před vyhlášením nezávislosti Československa, do rodiny stavitele. Studoval na místní židovské umělecké škole a byl aktivní v židovském sportovním klubu Makabi a mládežnické organizaci ha-Šomer ha-ca'ir. Tehdy mu jeho kamarádi začali říkat starodávným aramejským jménem Šraga, které později začal používat. Díky blízkému vztahu k umění a zkušenostem, které získal v ateliéru nitranského sochaře Júlia Bártfaya, se rozhodl pokračovat ve studiích na střední uměleckoprůmyslové škole v Bratislavě, kde bylo jeho zaměřením sochařství. Před vypuknutím druhé světové války studoval na Akademii výtvarných umění v Praze. Když bylo židům v roce 1940 zakázáno studovat, dostal se do vojenského pracovního tábora v Podolínci na severu Slovenského státu. O rok později se oženil. S manželkou utekli do Budapešti, kde je věznili a nakonec se vrátili ilegálně do Nitry. Po potlačení Slovenského národního povstání byli všichni Weilovi příbuzní deportováni do vyhlazovacího tábora Auschwitz. Nikdo z nich nepřežil.
Po válce společně se s manželkou rozhodli přesídlit do britské mandátní Palestiny a opustili Československo. Cesta jim však přes různé internační tábory (v Belgii, Francii a na Kypru) trvala dva roky, a do cíle své cesty tak dorazili až v roce 1947. Usadili se v kibucu ha-Ogen, kde Weil žil až do své smrti. V roce 1954 studoval nástěnnou malbu a monumentální malířské techniky techniky na École des Beaux-Arts v Paříži a později též mozaiky u profesorem Severiniho v italské Ravenně.

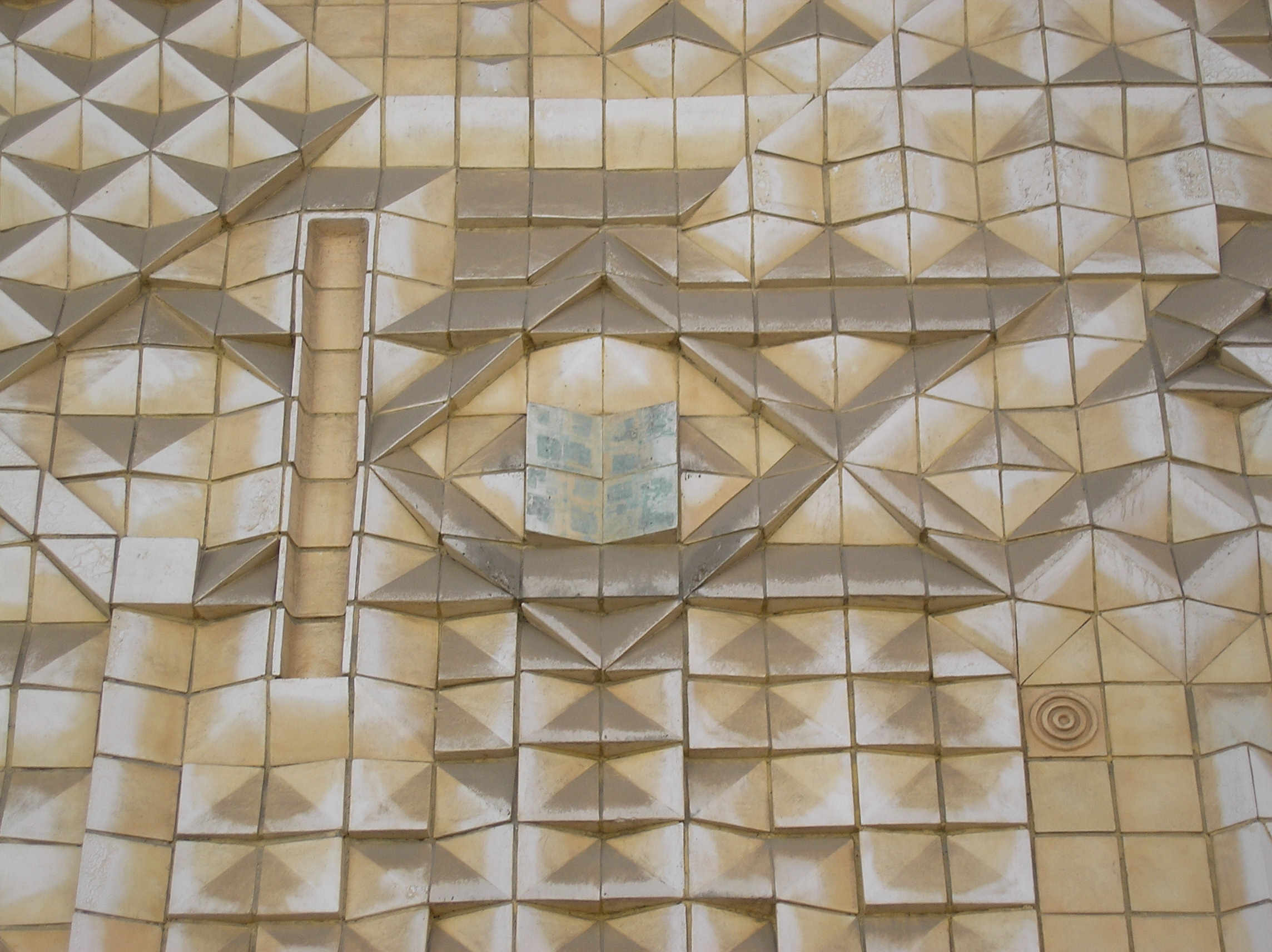
Detail keramických obkladů Velké synagogy v Tel Avivu

Ve své tvorbě se inspiroval biblickými motivy a židovskými tradicemi a folklórem. Věnoval se grafickým pracím, knižním ilustracím a vytvořil i řadu monumentálních projektů. V 60. a 70. letech vytvořil mimo jiné rozměrné reliéfní vstupní dveře Knesetu či sídla izraelského prezidenta, keramické obklady zdí Velké synagogy v Tel Avivu a podílel se na výzdobě stropů Kennedyho centra ve Washingtonu. Ke sklonku života se věnoval olejomalbě.
Jeho díla byla vystavována v mnoha státech po celém světě a je součástí stálých sbírek muzeí a galerií, mimo jiné Izraelského muzea nebo Židovského muzea v New Yorku. Ukázka z jeho tvorby je též k vidění v synagoze v Nitře, jejíž židovské obci část svých děl věnoval.
Zemřel v únoru 2009 ve věku devadesáti let.

## Ocenění
- V roce 1959 mu byla udělena Dizengoffova cena za malířství.[2]
- Roku 2010 mu město Nitra udělilo in memoriam čestné občanství.[1]